# Jane (Comicfigur)
Jane ist die bekannteste Comicfigur des englischen Comiczeichners Norman Pett. Der daily strip mit ihr als Titelfigur, der sie als erste Comicheldin nackt zeigte, erschien von 1932 bis 1959. Ihre Abenteuer wurden darüber hinaus auch mehrmals verfilmt.

## Handlung, Personen und Veröffentlichung

Chrystabel Leighton-Porter im Jahr 1944 als Jane posierend

Im Mittelpunkt des anfangs als Tagebuch, später als Abenteuergeschichte konzipierten Comics steht die naive Blondine Jane, die sich in den Comics durch diverse Missgeschicke halbnackt oder gänzlich unbekleidet mit der Außenwelt konfrontiert sieht. Vorbild für Jane war Petts Frau Mary, die ihm Modell stand. Als Mary Pett sich Ende der 1930er-Jahre entschied, nicht mehr für ihren Mann Modell zu stehen, fiel dessen Wahl auf Chrystabel Leighton-Porter.
Der erste Comic-Strip, der unter dem Serientitel Jane's Journal – or the Diary of a Bright Young Thing veröffentlicht wurde, erschien am 5. Dezember 1932 im Daily Mirror. Bis ins Jahr 1938 wurden die Strips in Form eines Tagebuchs gehalten, indem zwischen den einzelnen Bildern handgeschriebene Texte standen. Im Jahr 1938 wurde Pett der Texter Don Freeman zur Seite gestellt, und die Comics wurden im Stil eines Abenteuercomics mit kontinuierlichen Geschichten umgewandelt. Im Lauf des Jahres 1940 wurde Janes Bekleidung immer spärlicher, sodass sie halbnackt und schlussendlich nackt dargestellt wurde. Im Jahr 1948 musste Pett Jane an seinen Assistenten Michael Hubbard abgeben, der die Serie bis zu ihrem Ende im Jahr 1959 weiterführte.
Im Jahr 1945 versuchte das King Features Syndicate Jane in den Vereinigten Staaten zu etablieren. Dieser Versuch wurde im darauffolgenden Jahr beendet.
Der Versuch des Daily Mirror zu Beginn der 1960er Jahre, mit dem von Alfred Mazure gezeichneten Comicstrip  Jane, daughter of Jane einen Nachfolger zu platzieren, wurde im Jahr 1963 beendet.

## Rezeption
Die Abenteuer rund um Jane wurden mehrmals verfilmt: Im Jahr 1949 unter dem Titel The Adventures of Jane mit Leighton-Porter in der Titelrolle, im Jahr 1982 als BBC-Fernsehserie mit dem Titel Jane und 1987 unter dem Titel Jane and the Lost City
Jane war die erste Comicheldin, die unbekleidet gezeigt wurde. Nachdem Janes Bekleidung immer sparsamer wurde, konnte der Daily Mirror eine deutliche Umsatzsteigerung verbuchen. Als sie im Jahr 1943 erstmals vollständig nackt gezeigt wurde, wurde ihr der überdurchschnittliche Geländegewinn eines alliierten Verbandes an der Front in Burma innerhalb eines Tages zugeschrieben.